# Rikačevo
Rikačevo (Servisch cyrillisch Рикачево) is een plaats in de Servische gemeente Bosilegrad. De plaats telt 109 inwoners (2002).